# Sandy Lake (Severn River)
Der Sandy Lake (englisch für „sandiger See“) ist ein See im Kenora District der kanadischen Provinz Ontario, 250 km östlich des Winnipegsees.

## Lage
Die Wasserfläche beträgt 507 km², einschließlich Inseln beträgt die Gesamtfläche 527 km². Der See wird vom Severn River in östlicher Richtung durchflossen.
Am Ufer liegen die beiden Reservate Sandy Lake Indian Reserve 88 und Keewaywin Indian Reserve. Laut dem „Census 2016“ leben in dem 43,40 km² großen Sandy Lake Indian Reserve 88 2017 Menschen und im 191,19 km² großen Keewaywin Indian Reserve 421 Menschen.

## Seefauna
Im See kommen folgende Fische vor: Glasaugenbarsch, Hecht und Amerikanischer Flussbarsch.